# Георг Шиллинг фон Каннштатт
Гео́рг Ши́ллинг фо́н Канншта́тт (нем. Georg Schilling von Cannstatt; ок. 1490 — 2 февраля 1554) — немецкий аристократ и военачальник, участник войн с Османской империей.

## Биография
Георг происходил из старинного дворянского рода Шиллинг фон Канштадт; в юном возрасте в 1502 году он вступил в Орден Родосских рыцарей.
В 1522 году во время осады Родосской крепости османской армией, которой командовал султан Сулейман I, он занимал высокую должность, являясь заместителем великого бальи. После завоевания Родоса в 1523 году, Орден в 1530 году после долгих скитаний обосновался на Мальте, в котором Георг стал Великим бальи.
В 1535 году он участвовал в завоевании Туниса, в результате которого, Тунис был захвачен христианами под командованием короля Карла V. Спустя шесть лет, в 1541 году Шиллинг фон Каннштатт был участником экспедиции в Алжир, во время которой командовал орденскими галерами. Поход в Алжир потерпел неудачу из-за разразившегося шторма, поскольку христиане понесли потери и отступили на Мальорку, где находилась база христианского флота.
В 1546 году Георг Шиллинг фон Каннштатт был назначен приором Тевтонского ордена. Спустя два года, в 1548 году император Карл V возвёл его в княжеское достоинство.
Скончался 2 февраля 1554 года в возрасте 63/64 лет, точное место смерти неизвестно.